# بنجامين براون فرينش
بنجامين براون فرينش هو سياسي أمريكي، ولد في 1800 في تشيستر في الولايات المتحدة، وتوفي في 1870 في واشنطن العاصمة في الولايات المتحدة. انتخب Clerk of the United States House of Representatives ‏.